# TÜV Rheinland

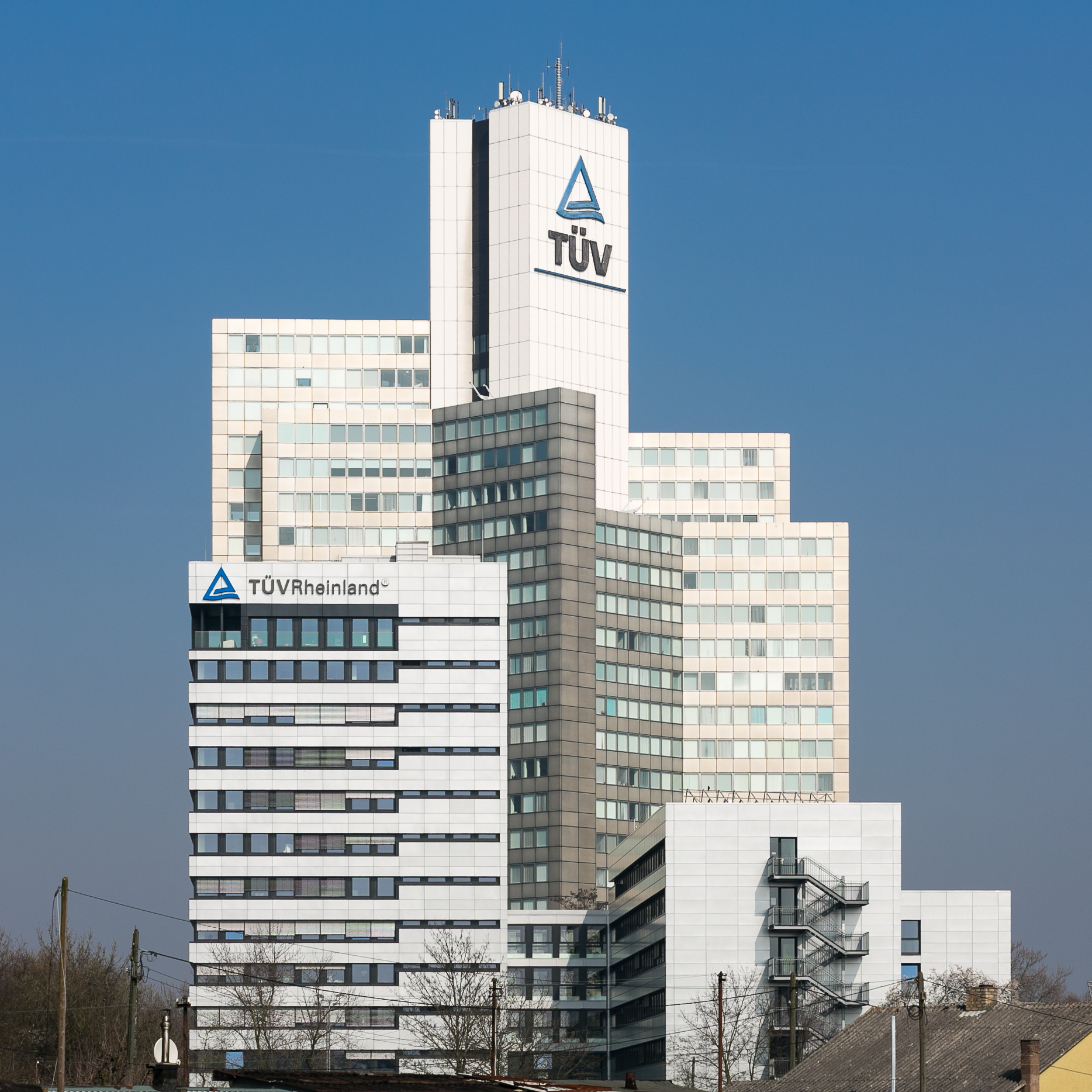
TÜV Rheinland building in Poll, Cologne

TÜV Rheinland là tổ chức quốc tế chứng nhận độc lập kiểm soát về kỳ thuật, an toàn với hơn 18.000 nhân viên, trụ sở chính tại CHLB Đức và 500 văn phòng tại 66 quốc gia được thành lập vào năm 1872. Tên ban đầu là Dampfkessel-Überwachungs-Verein (Hội kiểm soát nồi hơi nước), Dịch vụ của TÜV Rheinland tập trung vào 6 lĩnh vực: dịch vụ kỹ thuật công nghiệp, giao thông vận tải, chất lượng và an toàn sản phẩm, chăm sóc cuộc sống, đào tạo - tư vấn và chứng nhận hệ thống quản lý.

## Danh sách các công ty mới sáp nhập
- Geris Engenharia e Serviços Ltda (Brazil) (2010)[3]
- Ductor SA (Brazil) (2007)[4]
- LGA Beteiligungs GmbH (Germany) (2007)[5]
- MBVTI (Hungary) (2006)[6]
- MEEI (Hungary) (2006)[6]
- ITACS (Australia) (2009)[7]
- Sonovation B.V. (Netherlands) (2011)[8]
- ifes GmbH (Germany) (2013)[9]
- Institute for Safety Technology ISTec (Germany) (2014)[10]
- Risktec Solutions Limited (United Kingdom) (2014)[11]
- OpenSky Corp. (USA) (2014) [12]
- NIFE (India) (2014) [13]